# Earl McGrath
Earl McGrath (1. prosince 1931 – 7. ledna 2016) byl americký hudební producent. Narodil se ve wisconsinském městě Superior jako syn kuchaře a ženy v domácnosti. V sedmdesátých letech pracoval pro vydavatelství Atlantic Records a v letech 1977 až 1980 byl prezidentem společnosti Rolling Stones Records. V roce 1980 produkoval album Catholic Boy spisovatele a zpěváka Jima Carrolla. Rovněž byl majitelem galerií umění v New Yorku a Los Angeles. Zemřel ve věku 84 let na krvácení do mozku po pádu ve svém bytě na Manhattanu.